# Vézillon
Vézillon é uma comuna francesa na região administrativa da Normandia, no departamento de Eure. Estende-se por uma área de 2,03 km². Em 2010 a comuna tinha 245 habitantes (densidade: 120,7 hab./km²).